# Gonomyia (Gonomyia) napoensis
Gonomyia (Gonomyia) napoensis is een tweevleugelige uit de familie steltmuggen (Limoniidae). De soort komt voor in het Neotropisch gebied.